# Adela de Meaux
Adela de Meaux (c. 934-c. 982), (conocida como "Adela de Vermandois") fue una noble de Francia. Fue condesa de Chalon y luego condesa de Anjou.
Adela era la hija de Roberto de Vermandois, conde de Meaux y Troyes, y Adelaida de Chalon. Adela murió en 982.

## Familia
Se casó alrededor del año 970 con Lambert, conde de Chalon († 22 de febrero de 978). Sus hijos fueron:
- Hugo I de Autun, obispo de Auxerre y conde de Chalon. († 1039).[3]
- Mahaut de Autun, dama de Donzy († bef. 1019).[3]
- Aelis de Chalon, que se casó hacia el año 991 con Guy I, conde de Macon.[3]

Se casó con Godofredo I de Anjou (c. 938/940-21 de julio de 987). Sus hijos eran:
- Fulco III de Anjou (970-1040), sucedió a su padre como conde de Anjou.
- Godofredo de Anjou (971-977), murió joven.
- Ermengarda, condesa de Rennes y duquesa de Bretaña